# (32978) 1996 VG7
1996 VG7 (asteroide 32978) é um asteroide da cintura principal. Possui uma excentricidade de 0.21950420 e uma inclinação de 18.31088º.
Este asteroide foi descoberto no dia 9 de novembro de 1996 por Beijing Schmidt CCD Asteroid Program em Xinglong.